# 希日夫卡
50°26′4″N 27°25′28″E / 50.43444°N 27.42444°E
希日夫卡（烏克蘭語：Хижівка），是烏克蘭北部的村莊，隸屬日托米爾州的茲維亞赫爾區。該村始建於1669年，面積328.13平方公里，海拔高度221米，2001年人口525，人口密度每平方公里328.13人。